# Armascirus pluri
Armascirus pluri är en spindeldjursart som beskrevs av Muhammad och Mohammad Nazeer Chaudhri 1991. Armascirus pluri ingår i släktet Armascirus och familjen Cunaxidae. Inga underarter finns listade i Catalogue of Life.